# Batrachorhina nebulosa
Batrachorhina nebulosa är en skalbaggsart som först beskrevs av Leon Fairmaire 1904.  Batrachorhina nebulosa ingår i släktet Batrachorhina och familjen långhorningar.
Artens utbredningsområde är Madagaskar. Inga underarter finns listade.